# Groß Machnow
Groß Machnow, bis 1995 meist Großmachnow geschrieben, ist ein Ortsteil der amtsfreien Gemeinde Rangsdorf im Landkreis Teltow-Fläming (Brandenburg). Groß Machnow war im Mittelalter das größte Dorf in der brandenburgischen Landschaft Teltow und verlor seine Selbständigkeit erst 2003 mit der Eingemeindung nach Rangsdorf. Der Ort hatte Ende 2010 1298 Einwohner.

## Geographie

### Geographische Lage
Groß Machnow liegt etwa 16 Kilometer südlich der Berliner Stadtgrenze an der Bundesstraße 96, die mitten durch den Ort führt, und zirka fünf Kilometer westlich der Stadt Mittenwalde (Landkreis Dahme-Spreewald). Am nördlichen Ortseingang zweigt die K7236 (Mittenwalder Straße) nach Mittenwalde ab.
Die Gemarkung Groß Machnow umfasst derzeit 1665 Hektar. Um das Jahr 1900 war sie mit 2166 Hektar noch wesentlich größer, sie umfasste nicht nur die ursprüngliche Feldmark, sondern auch die Feldmark des 1724 angegliederten späteren Gutsbezirkes Pramsdorf, eines vormals selbständigen Dorfes. Im Jahr 1910 wurden 214 Hektar an den damals neu geschaffenen Gutsbezirk Boddinsfelde (Landkreis Dahme-Spreewald) abgegeben. Von den 2166 Hektar der Gemarkung um 1900 gehörten 1333 Hektar zum Gutsbezirk und nur 833 Hektar zur Landgemeinde. Gutsbezirk und Landgemeinde wurde durch das Gesetz über die Regelung verschiedener Punkte des Gemeindeverfassungsrechts vom 27. Dezember 1927 vereinigt. Im Jahr 1939 verlor die Gemarkung Groß Machnow mit der Abtrennung der Siedlung Großmachnow (auch Neu-Machnow) und Angliederung an Rangsdorf weitere 286 Hektar.
Im Westen der Gemarkung befindet sich der Machnower See. Von Norden fließt der Zülowgraben in den Machnower See und von dort durch den Ort in den Zülowkanal. Im Süden fließt das Wasser des Rangsdorfer Sees durch den Zülowkanal zur Dahme ab. Im Nordosten im Bereich des Wohnplatzes Fenne haben sich durch den Abbau von Ton einige kleinere Seen gebildet. Neben dem Großmachnower Weinberg befinden sich auf der Gemarkung zwei weitere benannte Erhebungen: Im Norden liegt der 53,3 m ü. NHN Meter hohe Mühlenberg, nordnordöstlich der 54 m ü. NHN Meter hohe Heideberg.

### Natur- und Landschaftsschutzgebiete

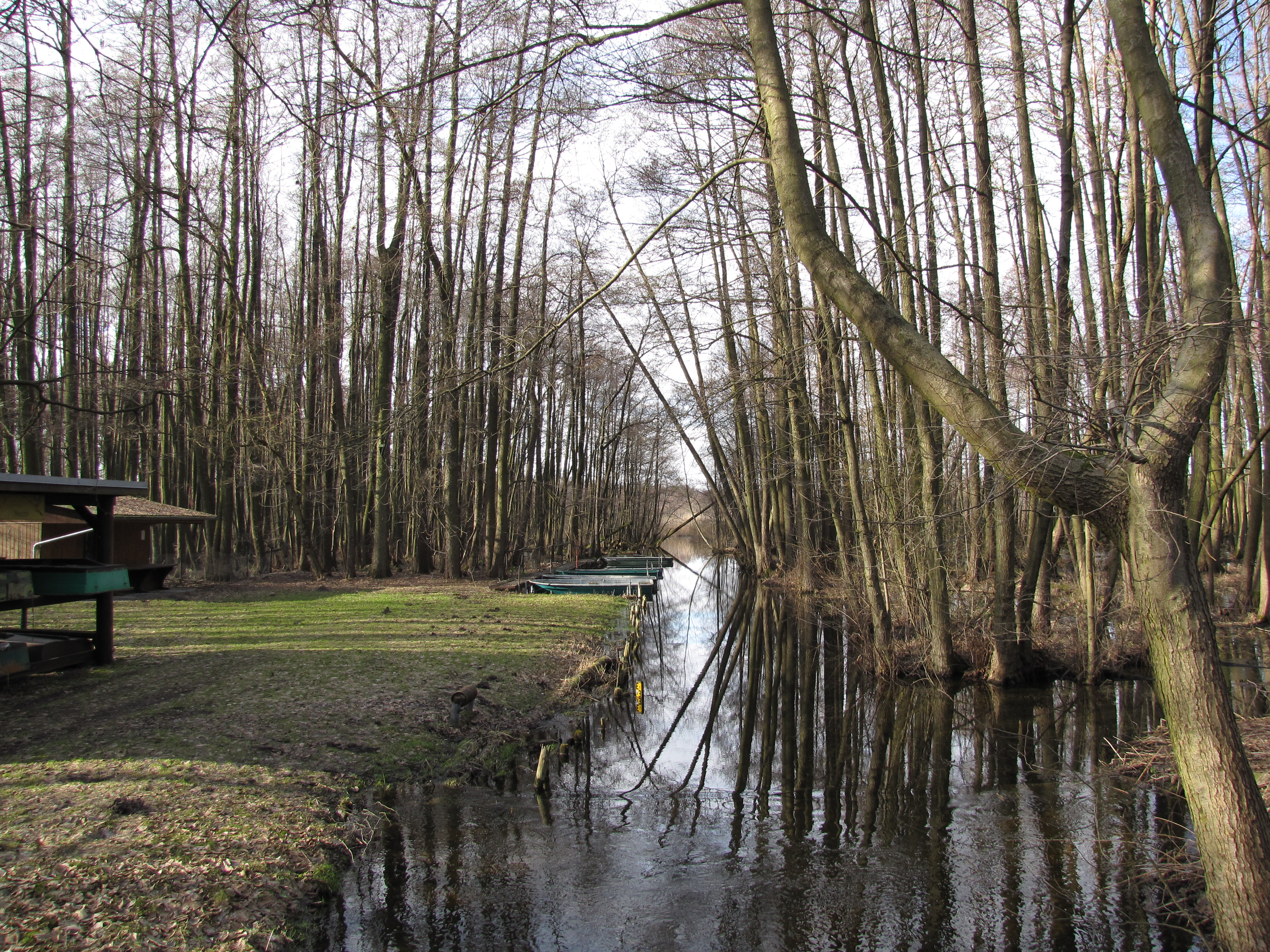
NSG Machnower See

Die Gemarkung Groß Machnow gehört zum großen Teil (mit Ausnahme des Kernortes und des Industriegebietes Theresenhof einschließlich des Südringcenters) zum Landschaftsschutzgebiet Notte-Niederung. Im Westen sind der Machnower See und seine Randgebiete durch das Naturschutzgebiet Machnower See besonders geschützt, ebenso im Osten der Gemarkung der Machnower Weinberg (Naturschutzgebiet Groß Machnower Weinberg). Das Naturschutzgebiet Zülowgrabenniederung berührt die Gemarkung gerade noch im äußersten nördlichen Zipfel (nördlich der Klein Kienitzer-Straße). Der Zülowgraben bildet hier über eine längere Strecke die Grenze zur Gemarkung Dahlewitz.

## Geschichte

### Ur- und Frühgeschichte
Die Kulturgeschichte der Gemarkung reicht nach archäologischen Funden bis in die Bronzezeit zurück. Die erste urkundliche Nennung geht auf das Landbuch Kaiser Karls IV. von 1375 zurück. Das Dorf ist aufgrund des Namens und der Siedlungsgeographie des Teltow vermutlich fast 200 Jahre älter als seine erste urkundliche Nennung. Seine Gründung legen Historiker um das 1200 fest. Nach dem Dorftyp handelt es sich um ein breites Straßendorf mit zwei Querstraßen.
Der Name des Dorfes bzw. jetzigen Ortsteils Groß Machnow ist slawischen Ursprungs und wird von slaw. Machnov = Moos abgeleitet. Der Zusatz Groß zur Unterscheidung von Kleinmachnow findet sich bereits bei der ersten urkundlichen Nennung.
Die Gemarkung Groß Machnow wurde bereits kurz nachdem die Eismassen sich weiter nach Norden zurückgezogen hatten von eiszeitlichen Jägern besucht, wie steinzeitliche Lager und Rast- und Werkplätze zeigen. Erste dauerhafte Siedlungen datieren aus der Bronzezeit (ca. 1000 bis 800 v. Chr.). Dies wird durch Keramikscherben belegt, die 2001 beim Ausbau der B 96 im Ort gefunden wurden Weiter existierte ein Friedhof der frühen Eisenzeit auf der Gemarkung.

### Römische Kaiserzeit und Völkerwanderungszeit
In die römische Kaiserzeit werden Siedlungen datiert, die beim Friedhof, Silberberg und Weinberg sowie beim Neubau einer Schweinemastanlage an der Mittenwalder Straße gefunden wurden. Die Gräber vom Silberberg werden mit den ostgermanischen Burgundern in Verbindung gebracht. Am Weinberg wurde eine Fibel aus der Völkerwanderungszeit gefunden.

### Slawische Zeit
Ab dem 7. Jahrhundert wanderten slawische Stämme in das nach Abzug der germanischen Stämme weitgehend siedlungsleere Land ein. Beim Bau einer Industriehalle am nordöstlichen Rand von Groß Machnow wurden die Reste einer slawischen Siedlung aus dem 9. und 10. Jahrhundert entdeckt. Eine weitere slawische Siedlung befand sich etwa an der Stelle des heutigen Friedhofs.

### Mittelalter
Groß Machnow wurde im Landbuch Kaiser Karls IV. von 1375 als  Magna Machenow erstmals urkundlich erwähnt. Es hatte damals 80 Hufen und war damit das größte Dorf im Teltow. Der Pfarrer hatte zu seinem Unterhalt 4 von Abgaben befreite Pfarrhufen (Wedemhof). Die Abgaben pro abgabenpflichtiger Hufe betrugen an Pacht 9 Scheffel an Roggen und 9 Scheffel Hafer. An Zins musste 2 Schilling bezahlt werden; die Bede betrug 5 Schilling minus 1 Pfennig sowie an Feldfrüchten 0,5 Scheffel Roggen, 0,5 Scheffel Gerste und 1 Scheffel Hafer. In Groß Machnow wohnten außerdem 33 Kossäten, von denen jeder 1 Schilling und 6 Pfennig an die Vollbauern geben musste. Sie mussten außerdem je 1 Rauchhuhn und 5 Eier an Abgaben leisten. Es gab zwei Windmühlen (auf dem Windmühlenberg nördlich des Ortes), deren Müller je 10 Scheffel Roggen bezahlen mussten. Die beiden Krüge bezahlten jeweils 1 Pfund und darüber hinaus Bede; 5 Schilling minus 1 Pfennig, und 0,5 Scheffel Roggen, 0,5 Scheffel Gerste und 1 Scheffel Hafer Fruchtbede.
Die Abgaben der Einwohner Groß Machnows (Bauern und Kossäten) gingen nicht mehr wie ursprünglich an den Markgrafen, sondern an verschiedene Adelige und Bürger aus der näheren Umgebung. Johannes von Cottbus zog Pacht, Zins und Bede von 7 Hufen ein; er hatte außerdem den Zins der zwei Krüge und den Zins von 5 Kossäten. Einem Honow, Bürger von Berlin standen 17,5 Zählstücke an der Bede zu, außerdem die Hühner- und Eierabgabe des ganzen Dorfes, mit Ausnahme der Rauchhühner. Dieser Honow hatte außerdem das Hochgericht und Niedergericht mit den Wagendiensten der Bauern und das Patronat über die Kirche. Hans von der Wese hatte die Pacht und den Zins von 12 Hufen als Leibgedinge seiner Frau, einer geborenen von Liepe. Herr Nicolaus Machenow nahm Pacht und Zins von 11 Hufen ein sowie 3 Zählstücke von der Bede ein. „Claus Bartolomeus und Bartolomeus von Middenwolde“ hatten Pacht und Zins von 6 Hufen vom Markgrafen zu Lehen. Rutger hatte 2 Hufen von Heyne Barfußen. Tylo Wardenberch hatte Einnahmen von 4 Zählstücken vom Markgrafen zu Lehen. Herr Johannes Planow hatte 4 Zählstücke von Heyne Richenbach. Die Gebrüder Ryken (Reiche), Bürger von Cölln, hatten 3 Hufen vom Markgrafen zum Lehen. Eine Frau Pritzkow besaß 2 Hufen als Leibgedinge vom Markgrafen zu Lehen. Außerdem gingen 5 Zählstücke an einen Altar in der Kirche in Mittenwalde und die Abgaben von 6 Hufen zu einem Altar in der St.-Petrus-Kirche zu Cölln. Herr Johannes Czyten hatte Pacht und Zins von 2 Hufen von Ruloff von Wilmersdorf, und schließlich hatte Claus Wusterhuse 3 Hufen vom Markgrafen.

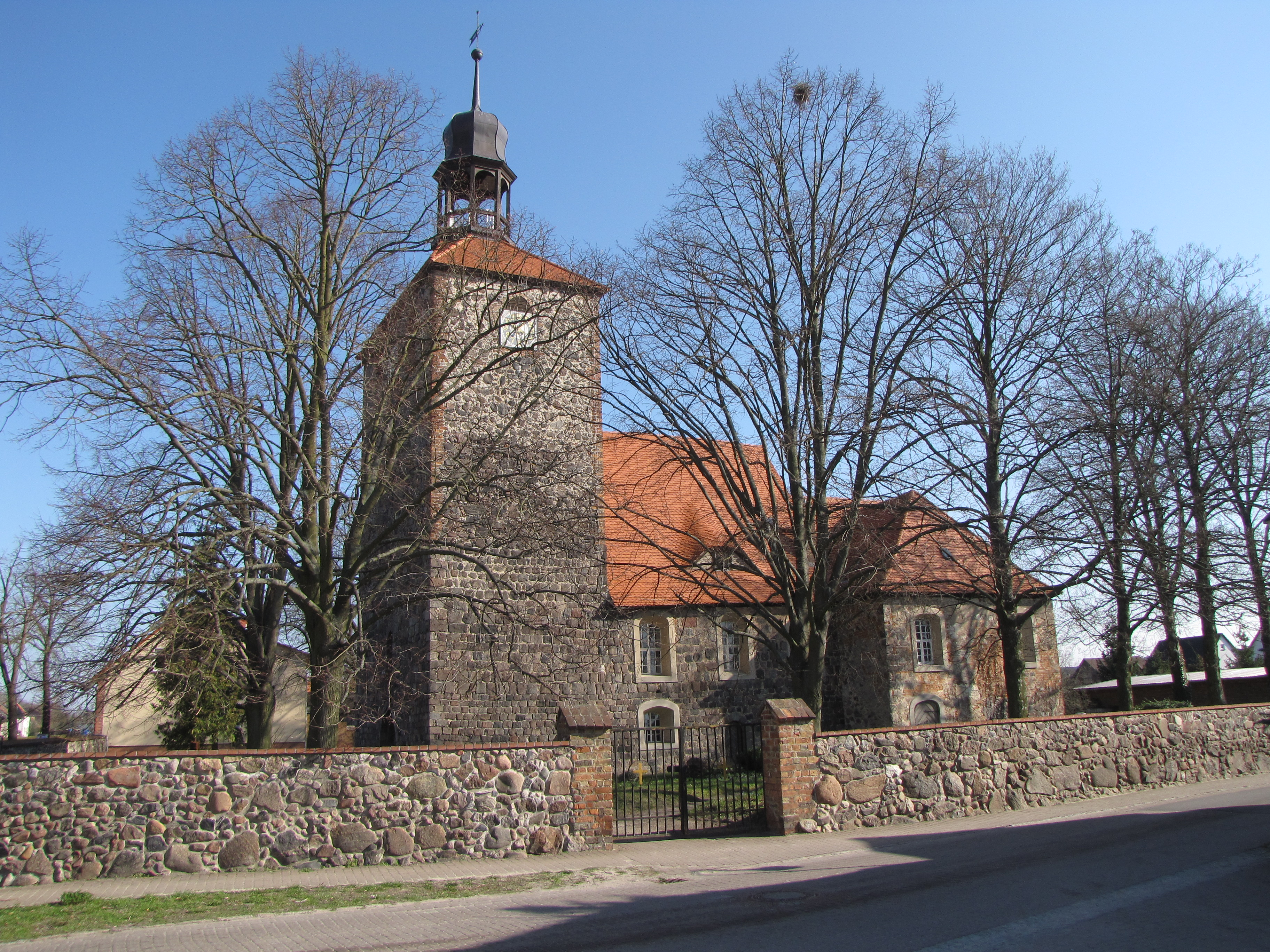
Dorfkirche Groß Machnow, Südseite

Im Jahr 1414 verkaufte Friedrich I., erster Kurfürst von Brandenburg (1415–1440) aus dem Haus Hohenzollern das Dorf Groß Machnow für 200 Schock an Böhmischen Groschen an Heintz Donner, Bürger und Sekretarius in Berlin. Seit 1438 hatte dieser außerdem die Einnahmen in Höhe von vier frusta, die früher Tylo Wardenberch zustanden. Außerdem erwarb er auf Wiederkauf die Einnahmen, die früher Wilhelm und Cöpke von Liepe zustanden. 1443 verkaufte Heinz Donner, kurfürstlicher Ratgeber das Dorf an den kurfürstlichen Küchenmeister Ulrich Zeuschel mit Ober- und Niedergericht, Straßengericht und den Diensten der Bauern sowie das Patronat. Hebungen von 30 Bauern- und Kossätenhöfen kamen 1450 noch hinzu, allerdings unter dem Vorbehalt des Wiederkaufs. Nach dem Tod des Ulrich Zeuschel kam dieser Besitztitel zunächst an seinen Sohn Ludwig Zeuschel; nach dessen Tod 1482 fiel er dann als erledigtes Lehen an den Kurfürsten Albrecht Achilles zurück, der es für 3200 rheinische Gulden an Georg und Thomas Quast verpfändete. 1494 verlieh Kurfürst Johann Cicero das Dorf an Georg Flanß, Amtshauptmann zu Zossen, für seinen treuen Dienste. 1527–1529 werden „Henning und Hans Gebrüder die Flanßen“ als Patrone der Kirche in Groß Machnow genannt. Während dieser Zeit hatten immer noch andere Bürger und Adlige Einnahmen im Dorf, d. h. Anteile an den Abgaben der Bauern und Kossäten.
Bereits vor 1375 hatten die von Liepe die Hebungen von 12 Hufen, später (1473) über 23 Hufen und fünf Kossätenhöfe. Dieser Anteil wurde 1518 geteilt. Von 1518 an bis 1702 hatten die v. Enderlein zu Miersdorf Hebungen von zehn Hufen und zwei Kossäten. Der Anteil kam 1702 an die von Schlabrendorf, die zu diesem Zeitpunkt die Besitzer des Dorfes waren. Die zweite Anteil verblieb im Besitz der Familie v. d. Liepe. Er kam bis 1730 an die damalige Herrschaft Wusterhausen. Vor 1441 hatte bereits die von Schlieben einen kleinen Besitztitel in Groß Machnow, Hebungen von drei Hufen. Dieser Teil kam 1441 an den St. Sebastians und Erasmus-Altar der Kirche in Baruth. 1700 fiel er an die von Schlabrendorf.

### Frühneuzeit bis Moderne

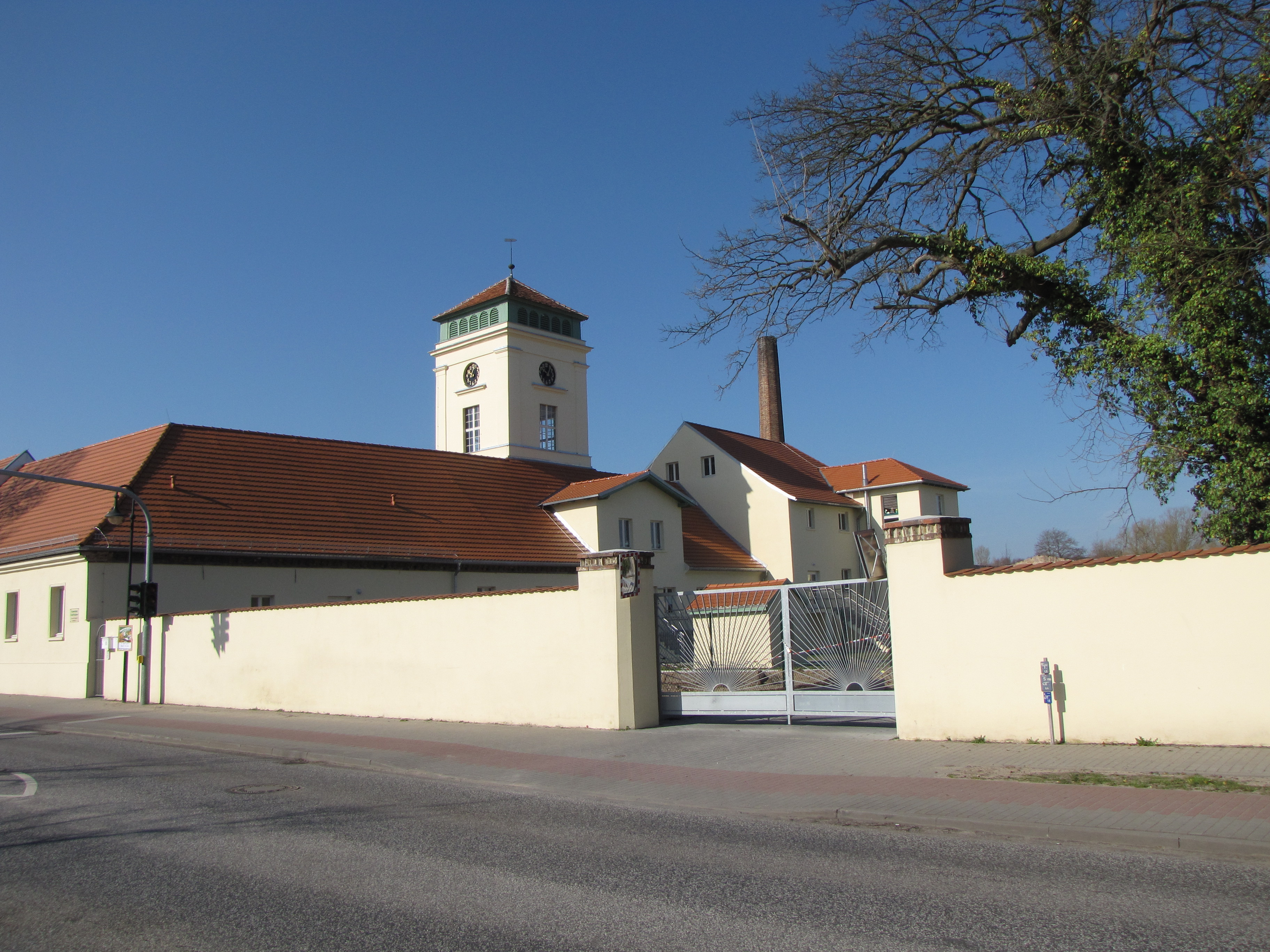
Gutsanlage mit renoviertem Uhrenturm

Im Jahr 1571 existierten zwei Wohnhöfe der von Flanß in Groß Machnow, der eine Hof mit vier Hufen, der andere Hof mit acht Hufen. Es gab eine Schäferei, drei Windmühlen und einen Weinberg. 1609 ist sogar von drei Wohnhöfen die Rede.
1621 kam die Familie von Burgsdorf in den Besitz Groß Machnows. Es folgten die Tochter des v. Burgsdorf, verheiratete von Kahlenberg, ein Schwiegersohn von Hohenstein und Margaretha Catharina Freifrau von Brunboc de Larrey (auch Laray, Larray und La Ray) (geb. v. Burgsdorf; war in erster Ehe mit Ludwig v. Canitz verheiratet) und deren Sohn Friedrich Rudolph Ludwig von Canitz. 1691 kam es in den Besitz von Freiherr Otto von Schlabrendorf zunächst auf Wiederkauf, ab 1692 erblich. Schließlich wurde Groß Machnow von König Friedrich Wilhelm I. 1724 für 52.000 Taler von der Witwe des von Schlabrendorf erworben und der Herrschaft Wusterhausen zugeschlagen. Gleichzeitig erwarb der Soldatenkönig für 8500 Taler das Vorwerk Pramsdorf, das er zu Groß Machnow schlug. Groß Machnow wurde ein Amt innerhalb der Herrschaft Wusterhausen.
1812 erwarb der Armeelieferant Jean Simon Coste das Rittergut von Friedrich Wilhelm dem III. als Tilgung für 170.000 Taler Schulden. 1815 baute Coste das Gutshaus in Groß Machnow angeblich nach dem Vorbild des Familienschlosses seiner Gattin neu oder auch nur um. Möglicherweise steht es auf den Grundmauern eines 1773 durch Brand zerstörten Vorgängerbaues. Aus dem vorhandenen Kaufvertrag geht nicht hervor, welche Gebäude zu diesem Zeitpunkt bereits standen oder in den Folgejahren neu erbaut wurden. 1809 war der Sohn des neuen Gutsherrn, der spätere Politiker und Landschaftsrat Johann Ludwig Coste, in Groß Machnow geboren.
1836 gelangte der Rittergutsbesitz von Groß Machnow an Kommerzienrat Louis Bacher Berend durch Kauf (140.000 Taler). Dieser taufte das neue Vorwerk auf den Namen seiner Tochter in Theresenhof. 1838 wird das Gut Groß Machnow an seinen Sohn Hermann Ludwig Bacher verschenkt. Von 1853 bis 1855 ist ein Herr Oven (Partikulär/Teilhaber) Besitzer und anschließend dessen Witwe und ein Freiherr von Erhardt. Die Kirche von Groß Machnow verdankt Erhardt eine Glocke. Sein ältester Sohn war jener Korvettenkapitän (Kommandant seit 18. September 1888), der seinerzeit die Kreuzkorvette „Olga“ auf Samoa rettete, während zwei Schiffe, die zur Rettung hinausgefahren waren, untergingen. Rittmeister Reinhold von Winterfeldt-Felchow kaufte 1876 Groß Machnow mit den Vorwerken Pramsdorf und Theresenhof. 1879 nennt das General-Adressbuch der Rittergutsbesitzer für die Provinz Brandenburg 1264 ha für das Rittergut. 1883 starb Winterfeldt und seine Tochter Alice (1844–1905), verheiratet mit Hermann von Schierstädt (1835–1908) auf Dahlen, erbte den Besitz. Eine Allee in der ehemaligen „Siedlung Groß Machnow“ (jetzt Gemarkung Rangsdorf) zwischen Kienitzer Straße und Groß Machnower Straße ist nach dem Rittmeister als Winterfeldallee benannt. Hermann von Schierstädt war einer der reichsten Grundbesitzer im damaligen Kreis Jerichow I und konnte sich so auch im Kreis Teltow den ererbten Besitz erhalten. 1890 ließ er auf dem Gelände südlich des Südringcenters eine Ziegelei einrichten, die „Ziegelei zu den drei Pfeilen“. Das Schierstedt'sche Wappen enthält drei Pfeile. Der Nymphensee, heute auf der Gemarkung Rangsdorf ist ein Relikt des Tonabbaus. Ein weiteres wirtschaftliches Standbein war die Brennerei, die anscheinend einen guten Gewinn brachte. Nach dem Tod der Mutter 1905 verwalteten (und nutzten) die Kinder des Hermann und der Alice von Schierstedt den Besitz als Erbengemeinschaft. Vorher bewohnte schon der älteste Sohn Meinhard von Schierstädt das Gutshaus, bis zu seinem Tod 1904. Der Premierleutnant begann seine Laufbahn auf der Ritterakademie am Dom zu Brandenburg. Er blieb unvermählt, das Gut fiel an die eigentlichen Erben, seinen Geschwistern als Gesamtgemeinschaft. Mit Wolfgang von Schierstädt-Dahlen (1870–1933), den Offizieren Johannes von Schierstädt, Reinhold von Schierstädt und Detloff von Schierstädt, sämtlich Ritter des Johanniterordens, sowie die beiden Schwestern Talitha und Maria von Schierstädt, und dem jüngsten Bruder Hermann von Schierstädt war dies eine große Erbgeneration, bis 1945.
Nach dem Zweiten Weltkrieg wurde das Gut zunächst den sowjetischen Streitkräften unterstellt und Versorgungsgut. Gutshaus und Nebengebäude wurden zur Unterbringung von Flüchtlingen genutzt, der Park für den Gemüse und Kartoffelanbau und die Haltung von Schweinen und Kleinvieh. Im Jahr 1950 wurde das Gut verstaatlicht und es entstand das Volkseigene Gut. Das Gutshaus wurde vom VEB für Kultur- und Unterrichtszwecke genutzt. Im Keller entstand die Kantine. 1975 wurde das Gutshaus von der LPG übernommen. Die Kantine im Erdgeschoss wurde nun als Kantine für die Beschäftigten der LPG weitergeführt. Im selben Jahr wurde das Gebäude saniert. In den späten 1980er Jahren entstand im Gebäude ein Café und das Standesamt eingerichtet. Im Dachgeschoss wurden Fremdenzimmer und eine Hochzeitssuite geschaffen. Bereits Ende der 1990er Jahre musste das Café schließen und das Gebäude stand seither leer. Seit 2006 wurden die Gebäude des Gutes sukzessive saniert und die Grundschule Rangsdorf darin untergebracht. 2010 wurde mit der Renovierung des Gutshauses begonnen. Angedacht ist, hier wieder eine Außenstelle des Standesamtes Rangsdorf, die Bibliothek Groß Machnow und weitere Kultureinrichtungen der Gemeinde unterzubringen.

## Politik

### Überblick
Der Rangsdorfer Ortsteil wird direkt von dem dortigen Gemeinderat verwaltet. In Groß Machnow gibt es einen ehrenamtlichen Ortsteilbürgermeister, das Einwohnermeldeamt hat seinen Sitz in Rangsdorf.

### Wappen
| Groß Machnower Wappen | Blasonierung: „In Grün mit goldenem Bord eine silberne Trappe, darüber waagerecht an der linken Seite ein mit der Spitze nach rechts zeigendes goldenes Schwert.“ |
| Groß Machnower Wappen | |

### Partnerschaften

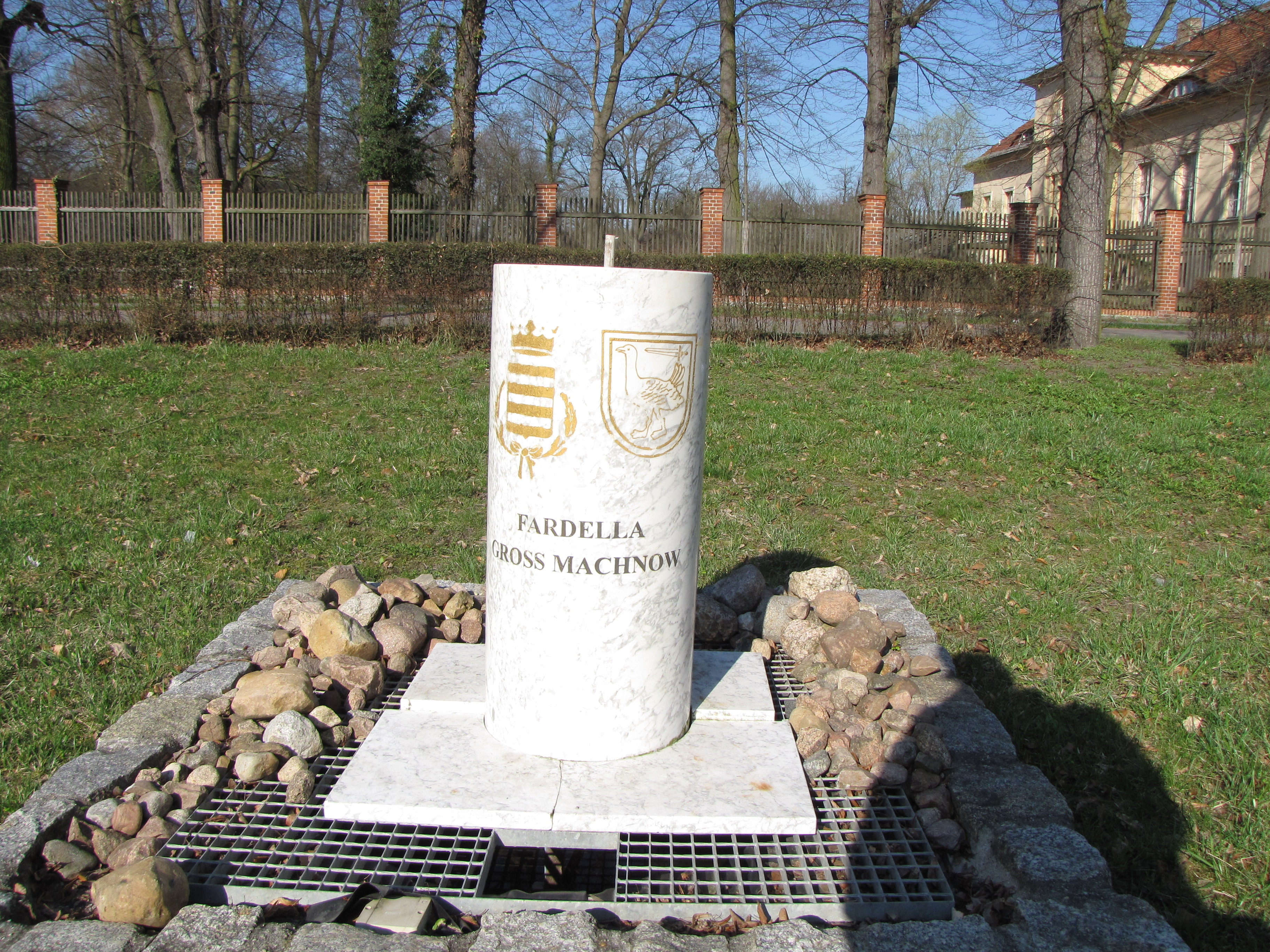
Gedenkstein für die Partnerschaft mit Fardella

Groß Machnow hat seit den 1990er Jahren eine Partnerschaft mit der italienischen Gemeinde Fardella (Prov. Potenza) in der Basilikata.

## Sehenswürdigkeiten und Kultur

### Baudenkmale
Der Ort besitzt mit der mittelalterlichen Dorfkirche und dem Ensemble des Gutshofes Groß Machnow zwei herausragende Baudenkmäler. Die Dorfkirche aus dem 13. Jahrhundert ist ein Feldsteinbau bestehend aus einem querstehenden Westturm, Schiff, eingezogenem Chor und einer halbrunden Apsis. Die Feldsteine von Schiff, Chor und Apsis sowie dem Unterbau des Westturms sind gequadert. Im höheren Teil des Turms ist das Mauerwerk dagegen unregelmäßig mit Feldsteinen, Ziegelbruch und gemauerten Ziegelecken. An der Südseite des Chors wurde eine zweigeschossige Patronatsloge angebaut. Die Inneneinrichtung mit dem Altaraufsatz und der Kanzel sowie die Patronatsloge ist barockzeitlich. Bemerkenswert ist außerdem ein großes steinernes Hängeepitaph für Otto von Schlabrendorf († 1721).
Das Ensemble der Gutsanlage mit Gutshaus und diversen Wirtschaftsgebäuden wurde einheitlich 1815 von Jean Simon Coste in klassizistischem Baustil errichtet. Das Gutshaus ist ein eingeschossiger Putzbau auf hohem Sockelgeschoss. Es wird nach seiner Sanierung in den 2010er-Jahren von der Gemeinde als Grundschule, Bibliothek, Trauzimmer und Versammlungsraum für den Ortsbeirat genutzt. Die Wirtschaftsgebäude des Gutshofes einschließlich des weithin sichtbaren Uhrenturms wurden 2007–2009 renoviert.

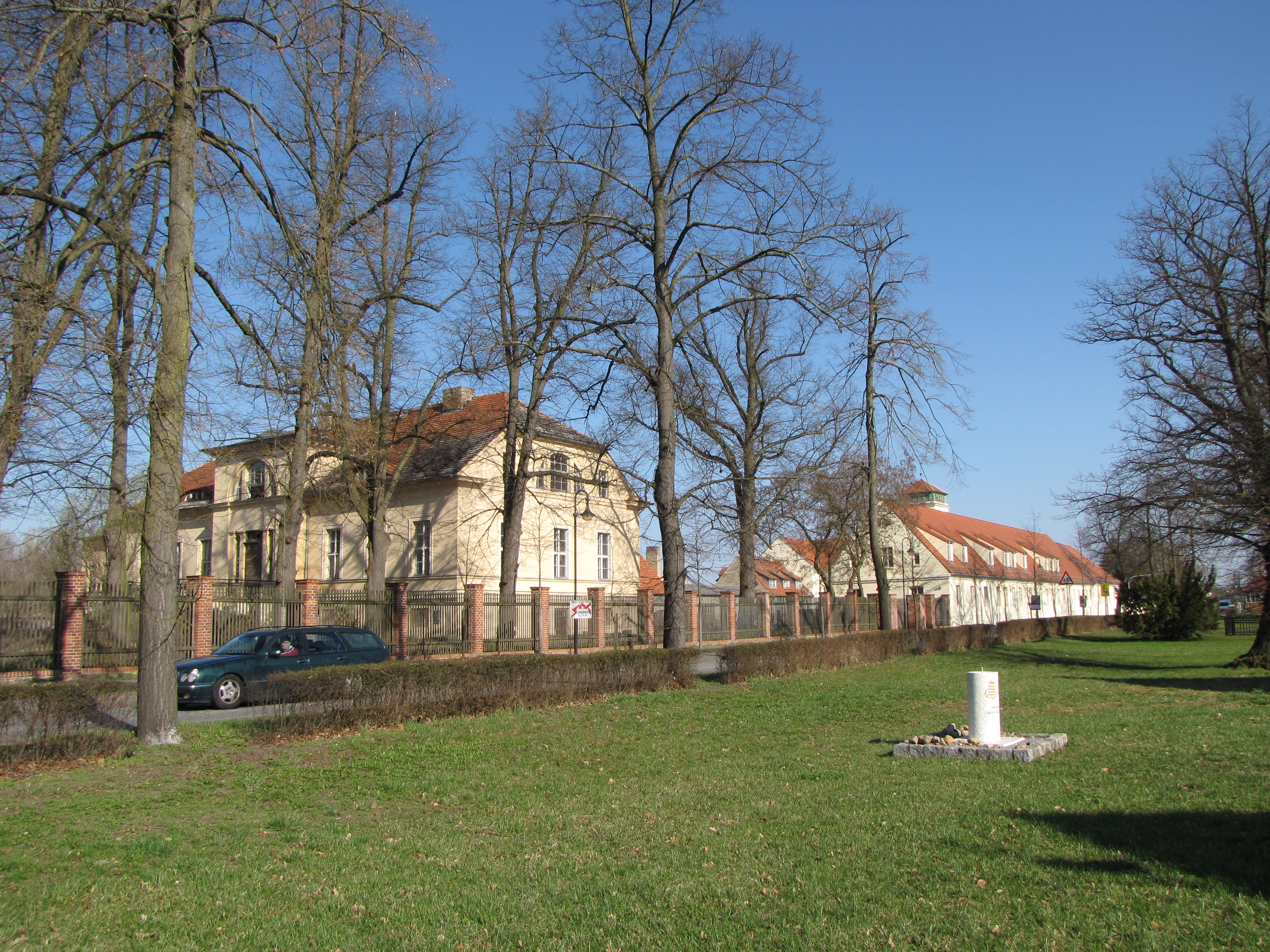
Gutsanlage vor Beginn der Renovierung (2010)
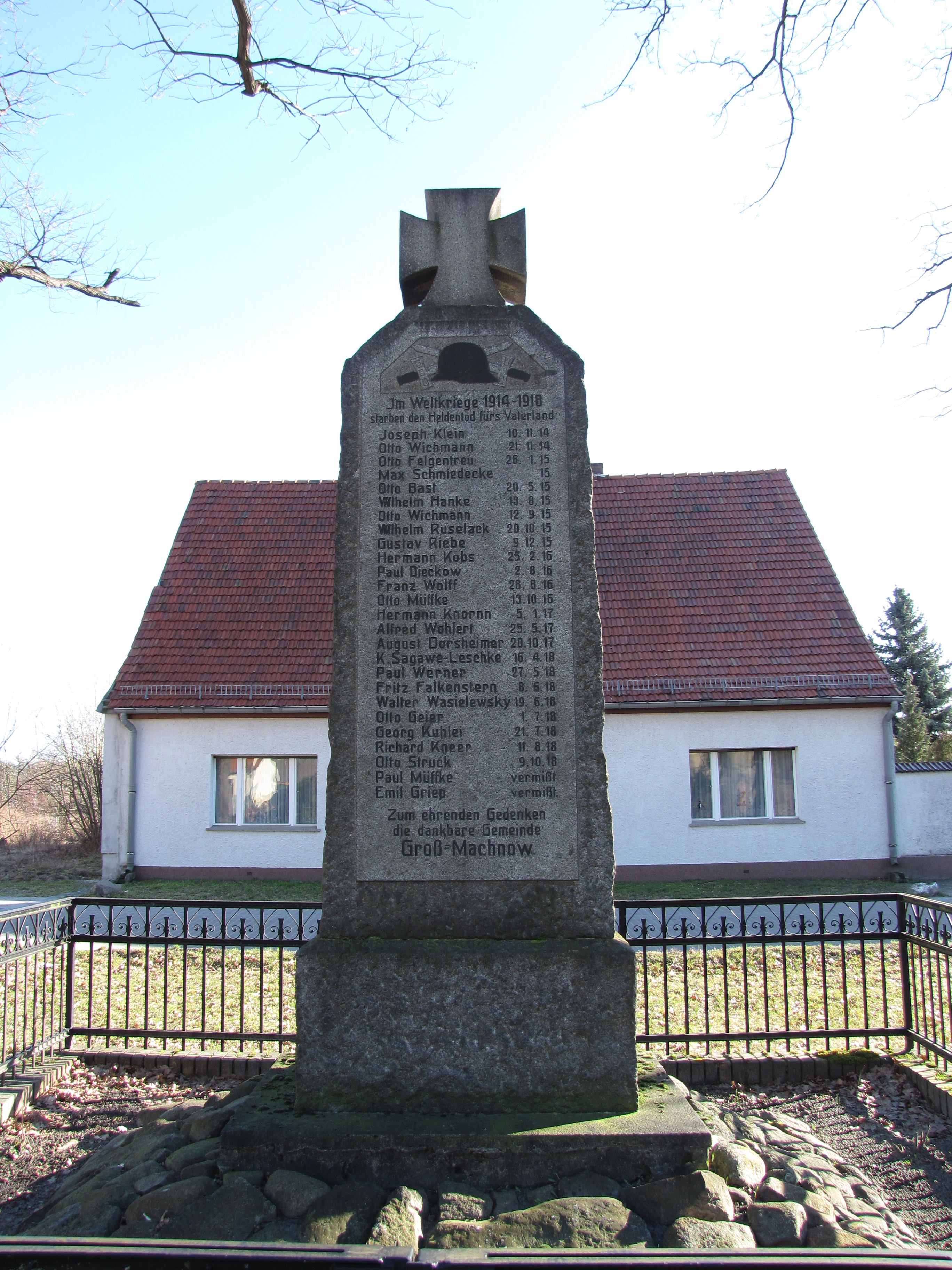
Kriegerdenkmal für die Gefallenen des Ersten Weltkriegs (1914–1918) auf der Dorfaue
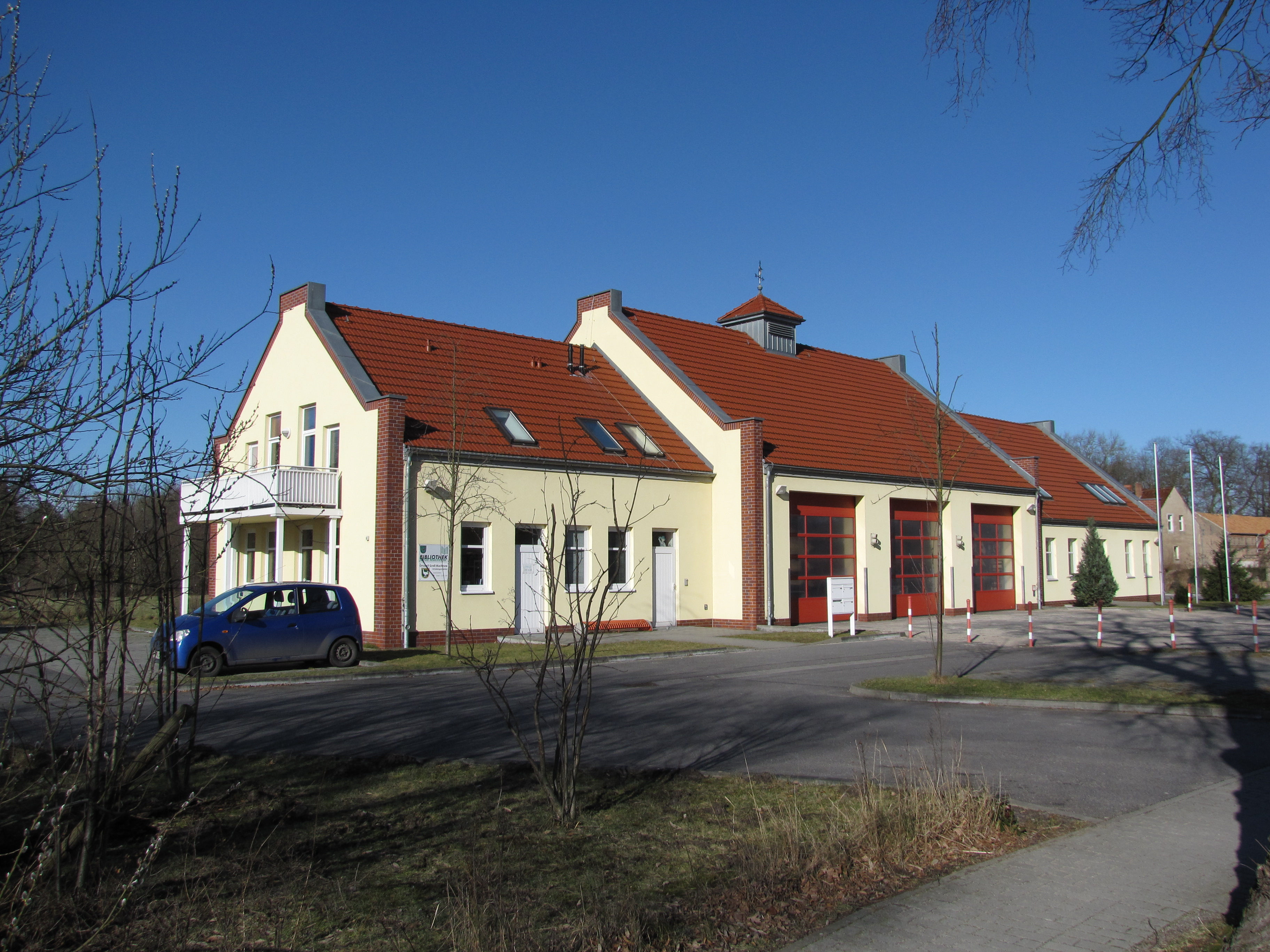
Feuerwehrhaus und Bibliothek

### Naturdenkmale

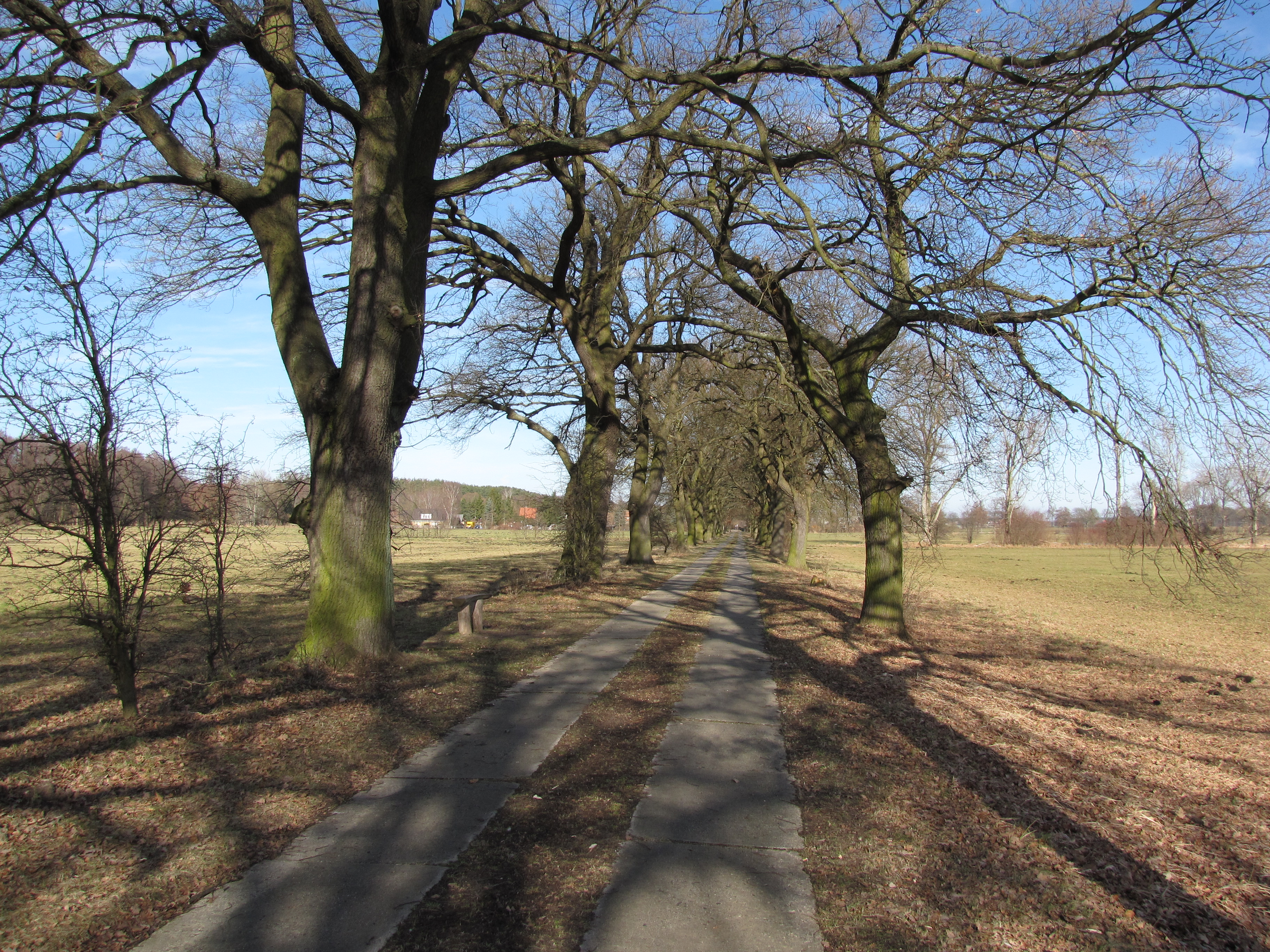
Naturdenkmal Weg mit Eichen nordnordwestlich des Ortes

Darüber hinaus befinden sich in der Gemeinde folgende eingetragene Naturdenkmale:
- eine Stieleichengruppe am nördlichen Ortsausgang
- die Lindenallee an der B 96 südlich der Kirche
- eine Kopfweidenallee südlich des Dorfes
- ein Maulbeerbaum im Gutshof
- zwei Eichen am Zülowkanal
- eine Baumgruppe aus Eichen und Linden um den Dorfplatz beim Kriegerdenkmal
- eine Reihe von Eichenbäumen entlang eines Weges nordnordwestlich des Ortes
- Naturschutzgebiet Großmachnower Weinberg.

### Bodendenkmale
Die Bodendenkmalliste des Landes Brandenburg (Landkreis Teltow-Fläming) verzeichnet über 30 Bodendenkmale, die von steinzeitlichen Siedlungen, steinzeitlichen Rast- und Werkplätzen, über bronzezeitliche Siedlungen, eisenzeitliche Siedlungen, Siedlungen der römischen Kaiserzeit, slawische Siedlungen bis zu Siedlungsresten des deutschen Mittelalters reichen.

## Gewerbe
Auf der Gemarkung von Groß Machnow befindet sich das Südring Center, ein großes Einkaufszentrum. Eine ganze Reihe weiterer Betriebe sind im Gewerbegebiet Theresenhof angesiedelt, früher ein Vorwerk von Groß Machnow. Am nördlichen Ortsrand von Groß Machnow hat ein größeres Unternehmen der Solarbranche ein Niederlassung sowie ein Unternehmen der Haus- und Gebäudetechnik und eine Agrargenossenschaft. Im Ortskern gibt es einige kleinere, handwerkliche Betriebe, eine Gastwirtschaft und andere kleinere Einzelhandelsgeschäfte.
Heute kaum noch bekannt ist, dass 1863 auf der Gemarkung Groß Machnow etwa 1,5 Millionen Feldgurken geerntet wurden, und Groß Machnow damit neben Lübbenau, Quedlinburg und Erfurt einer der größten (Feld-)Gurkenproduzenten in Deutschland war.